# NXT WarGames (2021)
NXT WarGames fue un evento de pago por visión de lucha libre profesional y de WWE Network producido por la WWE para su territorio de desarrollo NXT 2.0. y tuvo lugar el 5 de diciembre de 2021 en el Capitol Wrestling Center de Orlando, Florida. El tema oficial del evento fue "SHOOT MY SHOT" de Jay IDK.
Este fue el primer evento de WarGames de NXT que no llevó el nombre de NXT TakeOver, ya que los eventos de 2017 a 2020 se llevaron a cabo como una subserie de TakeOvers titulada "TakeOver: WarGames". Fue el primer evento PPV de NXT después de la interrupción de la serie TakeOver y, posteriormente, el primer evento de NXT que no se promocionará bajo el nombre de "TakeOver" desde Halftime Heat en febrero de 2019. Fue el primer evento PPV de la marca que se llevó a cabo luego de su reestructuración como NXT 2.0 en septiembre.

## Producción
De 2017 a 2020, la marca NXT de WWE celebró una subserie anual de eventos bajo la serie TakeOver titulada WarGames, basada en el combate WarGames originalmente utilizado en la National Wrestling Alliance y más tarde, World Championship Wrestling, que WWE adquirió en 2001. En septiembre de 2021, la marca NXT pasó por una reestructuración, siendo rebautizada como "NXT 2.0", volviendo, en parte, a un territorio de desarrollo para la WWE.
En octubre, se especuló que la compañía podría finalizar la serie TakeOver ya que otro evento TakeOver no estaba programado para 2021 después del TakeOver 36 de agosto. El 9 de noviembre de 2021, se anunció que el quinto evento WarGames de NXT se llevaría a cabo el 5 de diciembre de 2021, en el Capitol Wrestling Center en Orlando, Florida. El anuncio confirmó que el evento no sería un evento TakeOver, marcando así el primer evento de NXT que se emitirá en pago por visión y en WWE Network luego de la interrupción de TakeOver, así como el primer evento que no es TakeOver que se emitirá en cualquiera de estos medios de transmisión. desde Halftime Heat en febrero de 2019.
El día del anuncio del evento, WWE originalmente había hecho una publicación en Twitter que tenía el evento titulado como "TakeOver: WarGames"; sin embargo, el tuit se eliminó rápidamente y WWE volvió a publicar el anuncio con el título NXT Wargames pero sin la insignia "Takeover" dando a entender que la cronología Takeover había terminado.

## Resultados
En paréntesis se indica el tiempo de cada combate:
- Cora Jade, Raquel González, Io Shirai & Kay Lee Ray derrotaron a Toxic Attraction (Mandy Rose, Gigi Dolin & Jacy Jayne) & Dakota Kai en un WarGames Match (31:22).[1][2]
  - Jade cubrió a Jayne después de un «Chingona Bomb» de González.
- Imperium (Fabian Aichner & Marcel Barthel) derrotaron a Kyle O'Reilly & Von Wagner y retuvieron el Campeonato en Parejas de NXT (14:53).[1][3]
  - Barthel cubrió a O'Reilly después de un «Imperium Bomb».
  - Después de la lucha, O'Reilly atacó a Wagner.
- Cameron Grimes derrotó a Duke Hudson en un Hair vs. Hair Match (10:24).[1][4]
  - Grimes cubrió a Hudson con un «Roll-Up».
  - Como resultado, Hudson tuvo que perder su cabellera.
- Roderick Strong (con Diamond Mine) derrotó a Joe Gacy (con Harland) y retuvo el Campeonato Peso Crucero de NXT (8:27).[1][5]
  - Strong cubrió a Gacy después de un «End of Heartache».
  - Durante la lucha, Harland interfirió a favor de Gacy.
- Team 2.0 (Bron Breakker, Carmelo Hayes, Tony D'Angelo & Grayson Waller) (con Trick Williams) derrotaron a Team Black & Gold (Tommaso Ciampa, Johnny Gargano, Pete Dunne & LA Knight) en un WarGames Match (38:12).[1][6]
  - Breakker cubrió a Ciampa después de un «Elevated Powerslam».
  - Durante la lucha, Williams interfirió a favor de Team 2.0, mientras que Dexter Lumis interfirió a favor de Team Black & Gold.
  - Esta fue la última lucha de Gargano en WWE hasta su regreso en septiembre de 2022.